# Phalacrocera manipurensis
Phalacrocera manipurensis is een tweevleugelige uit de familie buismuggen (Cylindrotomidae). De soort komt voor in het Oriëntaals gebied.